# Helen Meany

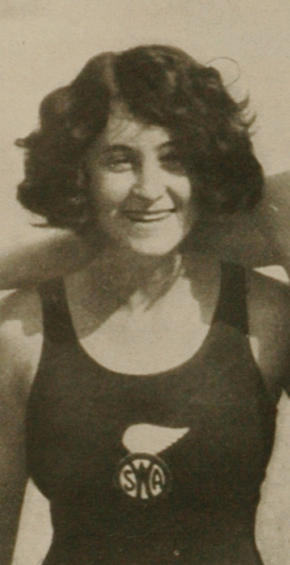
Helen Meany

Helen Meany (* 15. Dezember 1904 in New York City; † 21. Juli 1991 in Greenwich, Connecticut) war eine US-amerikanische Wasserspringerin. Sie nahm an drei Olympischen Spielen teil und gewann dabei einmal Gold.

## Leben
Helen Meany war die Älteste von elf Kindern von William S. Meany und dessen Frau Josephine Sullivan. Ihr Vater, der für den Banker und Yachtschiffer Elias Cornelius Benedict (1834–1920) tätig war, war ein passionierter Schwimmer und brachte seinen Kindern früh das Schwimmen bei. Mit ihrer Familie kam Helen Meany als Baby 1905 nach Greenwich.

### Sportkarriere
Im Alter von 15 Jahren nahm sie an den Olympischen Sommerspielen 1920 in Antwerpen teil. Sie startete im Wettbewerb vom Turm, konnte jedoch nicht die erste Runde überstehen. Vier Jahre später startete Meany bei den Olympischen Sommerspielen 1924 in Paris, wo sie erneut im Wettbewerb des Turmspringens startete. Sie belegte dort den fünften Platz. 1928 startete Helen Meany bei den Olympischen Sommerspielen in Amsterdam. Diesmal nahm sie am Wettbewerb vom Drei-Meter-Brett teil. In ihm gewann sie die Goldmedaille vor ihren beiden Landsfrauen Dorothy Poynton und Georgia Coleman.
Meany trat für die Women’s Swimming Association an und gewann 13 Titel der Amateur Athletic Union. Ihre Amateurkarriere endete nach ihrem Auftreten in einer Wassersport-Show zusammen mit Martha Norelius, Pete Desjardins und Johnny Weissmuller.
1971 wurde sie in die International Swimming Hall of Fame aufgenommen.

### Privates
Helen Meany verlobte sich im April 1930 mit dem Manager und Broker Harry Russell Balfe junior (1891–1965), Sohn von Harry Balfe, den sie im September des Jahres dann heiratete. Die Ehe wurde Anfang 1933 wieder geschieden. Für einige Zeit ging sie mit dem Roten Kreuz nach Indien, wo sie während des Zweiten Weltkrieges den dort stationierten US-Army-Major Harwell James Gravis (1905–1957) kennenlernte, den sie 1945 heiratete. Mit ihm lebte sie bis zu dessen Tod in San Antonio, Texas. 1958 kehrte sie zurück nach Greenwich.